# Acmenychus
Acmenychus es un género de escarabajos  de la familia Chrysomelidae, subfamilia Cassidinae. En 1905 Weise describió el género. Contiene las siguientes especies:
- Acmenychus caucasicus (Heyden, 1878)
- Acmenychus discernenda (Uhmann, 1949)
- Acmenychus inermis (Zubkoff, 1833)
- Acmenychus monochiri (Uhmann, 1936)
- Acmenychus planus Maulik, 1919